# 班傑明·瓦特豪斯·郝金斯

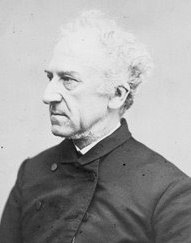

班傑明·瓦特豪斯·郝金斯（Benjamin Waterhouse Hawkins；1807年2月8日—1889年）是一位英國雕刻家與博物學藝術家，他曾經參與製作倫敦水晶宮的恐龍化石模型。此外，郝金斯也研究動物學。